# IEC 60446
IEC 60446 es la Norma internacional de la Comisión Electrotécnica Internacional que define los principios básicos de seguridad para la identificación de conductores eléctricos por colores o números, por ejemplo en el cableado de distribución de electricidad. Esta norma fue fusionada, en su cuarta edición (IEC 60446: 2007), con la quinta edición de la norma IEC 60445 (IEC 60445: 2006) en 2010.

## Colores permitidos
La norma permite los siguientes colores para la identificación de los conductores:
- negro, marrón, rojo, naranja, amarillo, verde, azul, violeta, gris, blanco, rosa, turquesa

(Los colores verde y amarillo por su cuenta sólo se les permite donde es poco probable confusión con la coloración del conductor de protección amarillo/verde. Se permiten combinaciones de los colores anteriores, pero verde y amarillo no se puede utilizar si no es para designar el conductor de protección.)

## Uso de los colores

### Conductor neutro
Si un circuito incluye un conductor neutro, este debe ser identificado por un color  azul (preferentemente azul claro). Así pues el azul claro es el color usado para identificar conductores intrínsecamente seguros, y no debe utilizarse para ningún otro tipo de conductor.

#### Conductores de fase en Corriente Alterna
Los colores preferidos para los conductores de fase en CA son:
- L1:  marrón
- L2:  negro
- L3:  gris

Para una sola fase en AC:  marrón

#### Conductor de protección
La combinación de colores  verde/amarillo es siempre y exclusivamente utilizada para identificar al conductor de protección (toma de tierra). Por cada 15 mm del conductor, uno de estos dos colores deben cubrir entre 30% y 70% de la superficie y el otro el área restante.

### Marcado
Cuando los conductores son adicionalmente identificadas por letras y números, entonces:
- Las letras a utilizar serán del conjunto de caracteres latinos,
- Los números deben estar escritos en números arábigos, las posiciones 6 y 9 deben ser subrayados (6 y 9),
- y se pueden utilizar algunos símbolos como + y -.

Los conductores verde-amarillo no deben marcarse.
Ejemplos: L1, L2, L3, N, L +, L-, M, 35, 16